# 錦町 (新竹市)

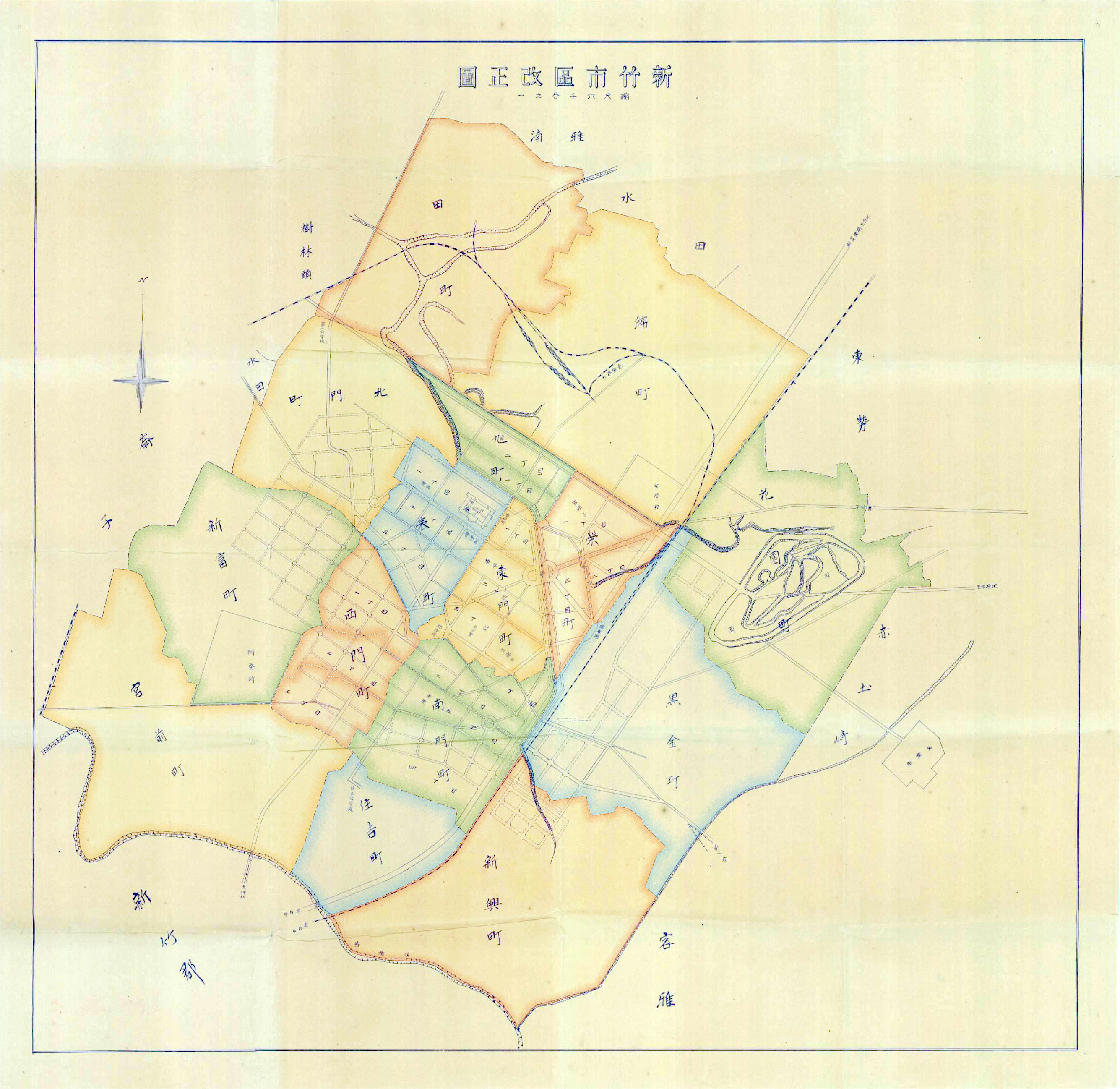
新竹市町名

錦町為新竹州新竹市自1935年實施町名改正所成立的行政區之一，位於現今新竹市東區。錦町在町名改正前，位於新竹大字下的東門外、東勢和水田小字。日治時期的町名在戰後改為地籍劃分，新竹市錦町大致為現今地籍的中央段、復中段和民主段部分。

## 設施
- 新竹州立高等女學校（今新竹女中）
- 殖產局米穀檢查所新竹支所（今農委會動植物防疫檢疫局新竹分局）
- 內務局頭前溪治水工事所
- 新竹製糖所
- 新竹帝糖購買組合[1]